# 尚熙 (金武王子)
尚熙（？—1688年10月26日（康熙二十七年十月初三）），和名金武王子朝興，琉球國第二尚氏王朝攝政。金武御殿四世。
康熙九年（1670年），尚貞王繼位後，派遣尚熙為謝恩正使、向美材（越來親方朝誠）為副使上江戶。六月二十七日到達薩摩藩，跟隨藩主島津光久一起前往江戶，翌年抵達江戶並拜謁將軍德川家綱。康熙十年（1671年）九月二十九日回到薩摩藩，十一月初八日回國。
康熙二十七年（1688年），島津綱貴繼承薩摩藩藩主之位，尚貞王派尚熙前去薩摩藩慶賀。尚熙於六月初六抵達薩摩藩。九月二十九日，身在鹿兒島的尚熙被任命為攝政。同年十月初三，因病卒於鹿兒島的琉球館。